# Bandeira de Poá
A bandeira de Poá foi criada na gestão do prefeito Capitão Pedro Espiridião Hoffer, no dia 17 de outubro de 1963. O prefeito Miguel Comitre alterou o pavilhão que faz referência ao nome da cidade. Foi acrescentado "Poá" com letras tipo bastão em azul celeste, além desta característica, possui o brasão ao centro num pano de cor creme.